# 1-Brompentan
1-Brompentan ist eine chemische Verbindung aus der Gruppe der Halogenkohlenwasserstoffe, genauer der Bromalkane.

## Gewinnung und Darstellung
1-Brompentan wird durch Reaktion von 1-Pentanol mit Bromwasserstoff dargestellt.

## Eigenschaften
1-Brompentan ist eine farblose Flüssigkeit mit süßlichem Geruch, die praktisch unlöslich in Wasser ist. Es bildet leicht entzündliche Dampf-Luft-Gemische. Die Verbindung hat einen Flammpunkt bei 31 °C.
Es existiert eine Reihe von Konfigurationsisomeren wie 2-Brompentan, 3-Brompentan oder 1-Brom-2,2-dimethylpropan.

## Verwendung
1-Brompentan wird für organische und pharmazeutische Synthesen verwendet. Beispielsweise kann durch Reaktion mit Kaliumfluorid in Ethylenglycol 1-Fluorpentan gewonnen werden.